# Orthometopon dalmatinum
Orthometopon dalmatinum är en kräftdjursart som först beskrevs av Karl Wilhelm Verhoeff1901.  Orthometopon dalmatinum ingår i släktet Orthometopon och familjen Trachelipodidae.

## Underarter
Arten delas in i följande underarter:
- O. d. jonicum
- O. d. frascatense
- O. d. dalmatinum